# Odruch spojówkowy
Odruch spojówkowy – odruch fizjologiczny polegający na symetrycznym, obustronnym przymknięciu powiek (mrugnięciu) w odpowiedzi na podrażnienie spojówki jednego oka. 
Łuk odruchowy składa się z aferentnych włókien I gałęzi nerwu V (trójdzielnego) oraz eferentnych włókien nerwu twarzowego. Znaczenie kliniczne odruchu spojówkowego jest zbliżone do podobnego odruchu rogówkowego. 
Obserwuje się zanikanie odruchu spojówkowego w nieneurologicznych procesach zapalnych spojówek.